# Flora Zuzzeri

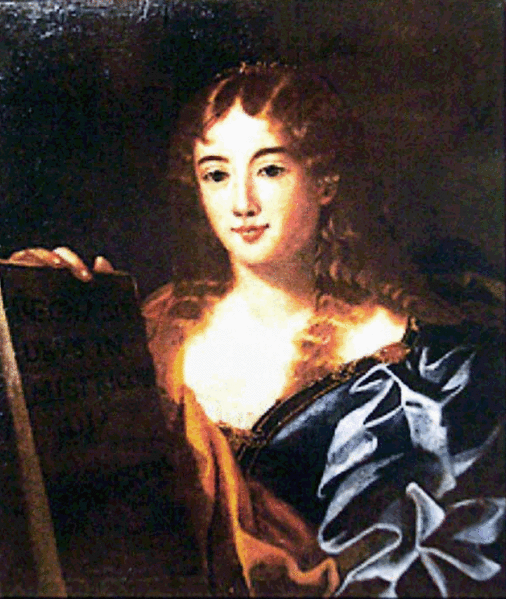
Porträt einer Frau aus Ragusa aus dem späten 16. Jahrhundert, die als Zuzzeri identifiziert wird.

Flora Zuzzeri, in Quellen wird der Eigenname auch als Fiora oder Fiore wiedergegeben, der Nachname auch Zuzeri, Zuzzori, Zuzori, Zuzzari, Zuzari, Zuzzara oder Zuzara; im Kroatischen Cvijeta Zuzorić (* 1552 in Ragusa (heute Dubrovnik), Republik Ragusa; † 1. Dezember 1648 in Ancona, Kirchenstaat), war eine ragusanische Dichterin, die als Muse für einige ihrer zeitgenössischen männlichen Dichter bekannt war. Unter verschiedenen politischen Vorzeichen wurde sie in der Moderne jeweils zu einem Symbol der weiblichen Poesie der dalmatinischen Renaissance.

## Leben
Zuzzeri wurde als zweite Tochter von fünf Jungen und sechs Mädchen von Maria Radagli, einer Adligen, und Francesco Zuzzeri geboren. Die Zuzzeri waren eine Familie, die ursprünglich aus dem antiken Samandria (heute Smederevo) stammte und 1430 das Dubrovniker Bürgerrecht erhielt.
Als sie elf Jahre war, zog die Familie 1562 nach Ancona, das schon seit dem 15. Jahrhundert Neubürger aus Ragusa aufnahm. Der Vater war im Geldwechsel und in der Schifffahrt in der Adria tätig.
Zuzzeri erwarb sich den Ruf einer einzigartigen Schönheit. Sie lernte ihren zukünftigen Ehemann, den Florentiner Bartolomeo Pescioni, Sohn von Francesco di Domenico, vermutlich um 1569 kennen, als er in Ancona seine geschäftlichen Angelegenheiten regelte, während er darauf wartete, als florentinischer Gesandter nach Ragusa zu reisen. Nach ihrer Hochzeit, die am 14. März 1577 in Florenz stattfand, kehrte Flora Zuzzeri als junge Ehefrau des Diplomaten nach Ragusa zurück.
In den Kreis des Adels von Ragusa aufgenommen, begann Zuzzeri in italienischer Sprache Verse zu schreiben und war Gast in den Salons der Stadt. Ein entscheidender Moment war für sie die Begegnung mit Nicolò Vito di Gozze, einem ragusanischen Philosophen und Literaten, der ihren Witz schätzte und sie ermutigte, ihre literarische Tätigkeit fortzusetzen. Flora Zuzzeri und die Frau von Gozze, Maria Gondola, waren die Protagonisten von zwei Dialogen, die Gozze veröffentlichte: der Dialog über die Schönheit, Dialogo della Bellezza detto Anthos secondo la mente di Platone, und der Dialog über die Liebe, Dialogo d’Amore detto Anthos. Die Formulierungen, mit denen Gozze sie in den Werken beschrieb, lösten einen gesellschaftlichen Skandal aus, der Pescionis geschäftliche Aktivitäten gefährdete: 1583 kehrten Bartolomeo Pescioni und Flora Zuzzeri für immer nach Ancona zurück.
In ihrem Haus im Viertel von San Pietro in Ancona organisierte Zuzzeri Lesungen und literarischen Austausch, nach dem Vorbild einer klassischen Akademie. Ein Dichter namens Giulio Mosti, der das Haus besuchte, verliebte sich so sehr in Flora, dass er seinen Freund Torquato Tasso bat, Gedichte für sie zu verfassen, was Tasso – der Flora Zuzzeri wahrscheinlich nicht kannte – wohl auch tat: Einige seiner Dichtungen sind einer „Frau aus Ragusa, die in Ancona lebt,“ namens „Fiordispina“ gewidmet.
Bartolomeo Pescioni starb bereits am 15. Juni 1593 nach dreizehn Jahren kinderloser Ehe. Zuzzeri lebte als Witwe mit ihren Schwestern und ihrem Bruder Bernardo. Sie starb am 1. Dezember 1648 in Ancona und wurde in der Kirche Chiesa di San Francesco ad Alto beigesetzt. Die Sterbeurkunde ist erhalten.

## Nachleben

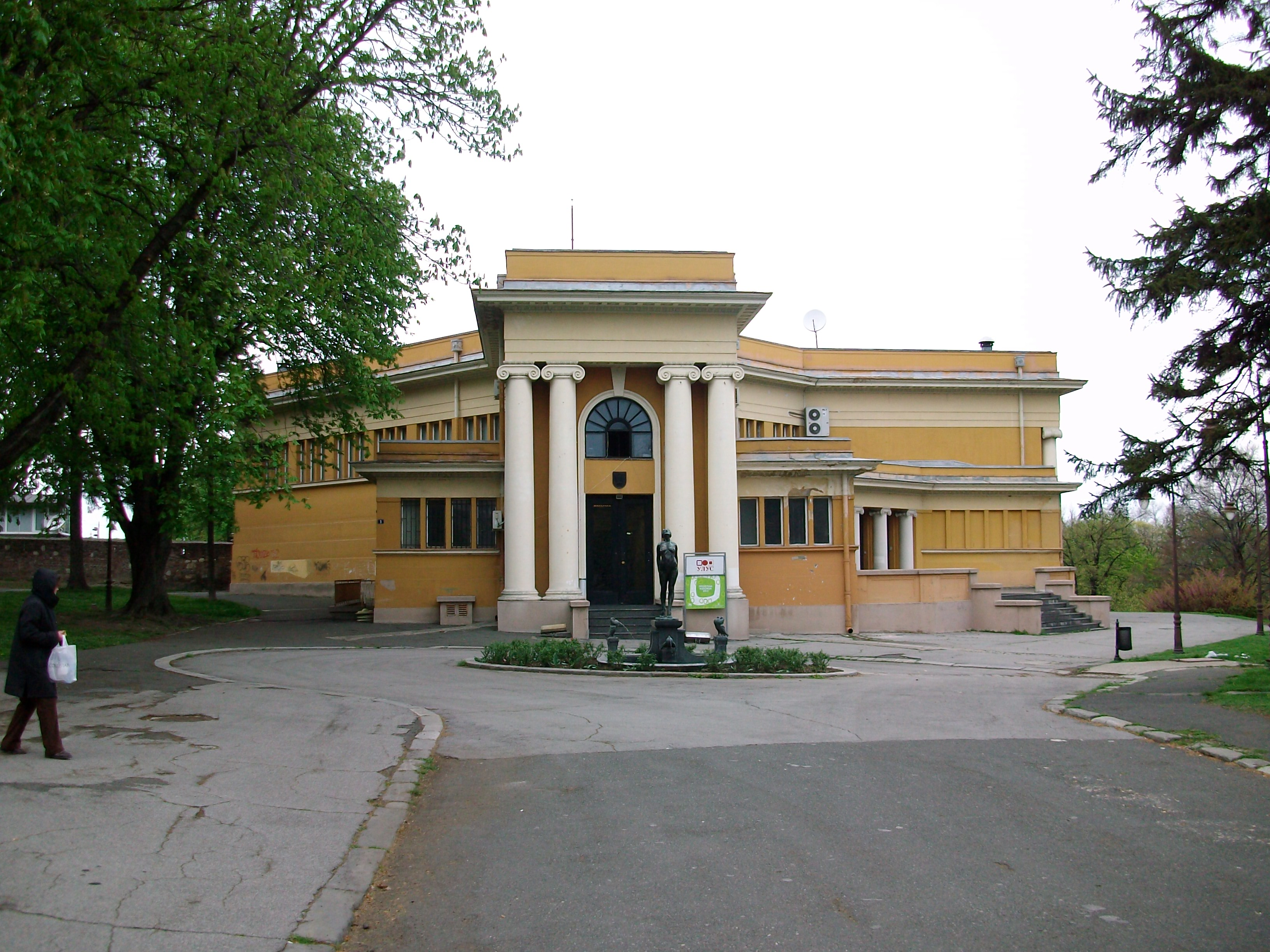
Kunstpavillon «Cvijeta Zuzorić» im Kalemegdan, Belgrad

Zur Zeit des Königreichs Jugoslawien und dessen Bestrebungen, ein einheitliches Jugoslawien zu bilden, wurde durch Branislav Nušić, einen Dramatiker und damaligen Leiter der Kunstabteilung des Bildungsministeriums, 1922 gegenüber einem Kreis prominenter Belgrader Damen die Idee entwickelt, eine künstlerische Frauengesellschaft zu gründen und einen Kunstpavillon zu bauen. Bald darauf wurde der „Verein der Kunstfreunde «Cvijeta Zuzorić»“ gegründet, dessen Name an Zuzzeri als Dubrovniker Dichterin und Kunstliebhaberin erinnern sollte. Der Verein schlug den Bau eines Pavillons in Belgrad vor, der ausschließlich für die Ausstellung von Kunstwerken bestimmt sein sollte. Der Pavillon wurde 1928 nach einem Entwurf von Branislav Kojić errichtet und steht unter diesem Namen immer noch in der Belgrader Parkanlage Kalemegdan.
Im Zuge der Aufspaltung des ehemaligen Jugoslawiens wurde Zuzzeri als „kroatische Frau“ wiederentdeckt. Die Tatsache, dass kein einziges ihrer Gedichte überliefert ist, hat Raum für alle Interpretationen offen gelassen, so dass eine relativ umfangreiche Literatur rund um Flora Zuzzeri entstanden ist: von Sachbüchern über Gedichte bis hin zu reinen Fantasiewerken, in denen sie die Protagonistin ist.
Exemplarisch dafür sind Antun Šoljans kurzer Essay Kako sam otkrio pjesme Cvijete Zuzorić. Fantazija na temu: hrvatski pisci u Dubrovniku („Wie ich die Gedichte von Flora Zuzzeri fand. Fantasie zum Thema einer kroatischen Schriftstellerin aus Dubrovnik“) und Skroviti vrt - Dnevnik Cvijete Zuzorić plemkinje dubrovačke („Der geheime Garten. Das Tagebuch der Dubrovniker Adeligen Cvijeta Zuzorić“) von Luko Paljetak, der Informationen aus ihrem Leben aus der Perspektive einer Ich-Erzählerin aufbereitet.

## Zuzzeri gewidmete Schriften
In einem Brief an seinen Freund Giulio Mosti schrieb Torquato Tasso: Comunque sia, mando a voi il madrigale in quel soggetto nel qual me l’ha chiesto, col nome di quella valorosa Signora, della quale chi col proprio nome la noma non può scriverne a mio giudizio pastoralmente e a Voi bacio le mani („Wie dem auch sei, ich schicke dir das Madrigal in dem Fach, in dem du mich darum gebeten hast, mit dem Namen jener tapferen Dame, von der derjenige, der sie mit seinem eigenen Namen benennt, nicht schreiben kann, und dir küsse ich die Hände“). Die folgenden Verse beziehen sich im Namen Mostis ausdrücklich auf „die Frau aus Ragusa namens Fiordispina“:
Né mai verde arboscel le chiome ombrose

spiega sì belle allora che ’l freddo gelo

o de la notte si dilegua il velo,

come queste, ove amor le reti ascose;

né stelle mattutine e rugiadose

si mostran così vaghe in puro cielo,

come gli occhi sereni ond’ardo e gelo,

né come i labbri e le vermiglie rose.

E certo è questo un fior d’alta bellezza

e di virtù che ne l’Illiria nacque,

ma trasportollo Amore in questa riva;

dove i sospiri in vece d’aura estiva

e i pianti amari son le tepid’acque

che gli accrescon l’odore e la vaghezza.

Qual de gli uccelli l’aquila è reina,

così d’ogni altro fiore

è re lo „Fior di spina“;

e fra stecchi pungenti il trova Amore,

come fra molti armati

star suole alcun signore.

Amor vede la guardia in tutti i lati;

ma fa mille anime vaghe

de le sue dolci piaghe.

In dem Sonett, das den Titel Convito e danza a bella donna Ragusea trägt, deklamiert Tasso u. a.:
E tu sembravi Ancona, il terzo giro

suo dolce albergo, e i tuoi sublimi tetti,

l’onde, gli scogli e le minute arene

e l’aura pura, e l’aure tue serene

sospiravan d’amore, e i duri petti

si distruggean per gioia e per desiro.

Die Geschichte der beiden Dialoge, die Nicolò Vito di Gozze Flora Zuzzeri widmete und die das Leben der Dichterin so stark beeinflussten, verlief auf komplizierte Weise: Gozze druckte die beiden Werke 1581 in Venedig und der darauf folgende Skandal zwang Zuzzeri zwei Jahre später, Ragusa zu verlassen. 1584 veröffentlichte Gozze – wiederum in Venedig – eine erste Ausgabe seiner Discorsi sopra le Metheore di Aristotele mit einem auf den 15. Juli 1582 datierten und durch Maria Gondola gezeichneten Vorwort. In diesem Vorwort verteidigt Gozzes Frau offen Flora Zuzzeri und übt scharfe Kritik an den Bösartigkeiten der hohen Gesellschaft von Ragusa. Die Behörden der Republik verboten daraufhin die Discorsi, so dass Gozze bei der Veröffentlichung einer zweiten Ausgabe des Werks (1585) die gesamte Passage im Vorwort von Maria Gondola zensierte.
Es sind weitere Verse zu Zuzzeris Ehren bekannt, unter anderem von Domenico Slatarich (in illyrischer Sprache) oder Michele Bona, Marino Battitorre, Domenico Ragnina und Michele Monaldi (in italienischer Sprache). Keines dieser Werke ist literarisch bedeutend, dennoch zeugen sie von dem Einfluss, den sie auf die Literaten ihrer Zeit hatte.